# Лодыженская
Лодыженская — деревня в Сямженском районе Вологодской области.
Входит в состав Раменского сельского поселения, с точки зрения административно-территориального деления — в Раменский сельсовет.
Расстояние по автодороге до районного центра Сямжи — 40 км, до центра муниципального образования Раменья — 2 км. Ближайшие населённые пункты — Гремячий, Клепиковская, Раменье.
По переписи 2002 года население — 18 человек.